# Убанги-Шари
Убанги́-Шари́ (фр. Oubangui-Chari) — бывшая французская колония в составе Французской Экваториальной Африки.
Проникновение французов в этот регион началось в 1889 году, когда был основан военный пост в Банги. В 1894 году прилегающая территория получила название «Убанги-Шари». Права на эту территорию также предъявлял султан Египта, но в 1903 году египетские войска были разбиты французами, после чего в Убанги-Шари была учреждена французская колониальная администрация.
В 1906 году территория Убанги-Шари была объединена с Чадом в колонию «Убанги-Шари — Чад». В 1910 году колонии Убанги-Шари—Чад, Среднее Конго и Габон были объединены в Федерацию Французской Экваториальной Африки. В 1911 году западная часть территории Убанги-Шари была передана Германии в рамках урегулирования франко-германских споров в Африке.

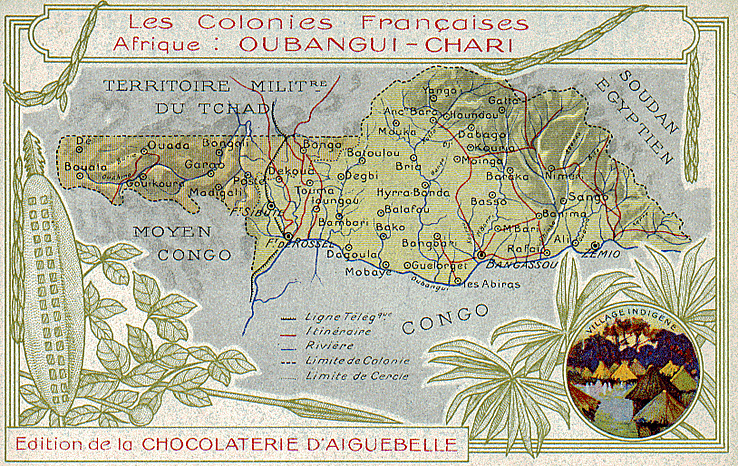
Территория Убанги-Шари в 1910 году.

В 1915 году Убанги-Шари была отделена от Чада в отдельную колонию (хотя сам Чад получил статус отдельной колонии лишь в 1920 году, до этого являясь управляемой напрямую из Браззавиля территорией). В результате оккупации германских колоний в Африке во время Первой мировой войны Убанги-Шари были возвращены западные территории, переданные в 1911 году Германии.
После Второй мировой войны Четвёртая французская республика начала расширять политические права своих колоний, Французская Экваториальная Африка вошла во Французский Союз. В 1946 году аборигены африканских колоний получили ограниченные гражданские права. В 1956 году были избраны Территориальные ассамблеи, обладающие лишь консультационными полномочиями.
Когда в 1958 году образовалась Пятая французская республика, Французский Союз был преобразован во Французское сообщество, и Французская Экваториальная Африка формально прекратила своё существование, превратившись в Союз Республик Центральной Африки. На входивших в её состав территориях были проведены референдумы, и колонии проголосовали за вхождение в новую структуру. 1 декабря 1958 года колония Убанги-Шари получила название «Центральноафриканская Республика».
В результате поражения в войне в Индокитае и роста напряжённости в Алжире в Конституцию Франции были внесены изменения, позволившие членам Французского сообщества самостоятельно изменять свои конституции. 13 августа 1960 года Центральноафриканская Республика получила независимость.